# Nova Hartz
Nova Hartz es un municipio brasileño del estado de Rio Grande do Sul. Su población estimada para el año 2003 era de 17.261 habitantes. Destaca por ser en gran parte de origen alemán. Ocupa una superficie de 62,6 kilómetros cuadrados (24,2 mi²).

## Historia
Con la segunda ola de inmigrantes alemanes arribando a Rio Grande do Sul, se adentraron en los bosques en busca de tierras fértiles para cultivar. Los caminos que se abrían en el bosque se llamaban "picadas". Algunos de los inmigrantes que iniciaron la ocupación de la comarca del actual municipio fueron miembros de la familia Hartz, dando nombre a una trocha y posteriormente a la ciudad. 

## Demografía
El origen de la población de la comunidad de Nova Hartz fue mayoritariamente alemán, alcanzando el 98% de la población al inicio de su asentamiento. Con el tiempo, recibió nuevos contingentes de diferentes orígenes, principalmente motivado por la expansión de la industria del cuero-calzado, que reformularon el cuadro étnico de esta localidad. Las escuelas de la municipalidad aún enseñan alemán como clase elemental de su currículo. El dialecto principal es el tradicional Hunsriqueano de Río Grande del Sur.